# NGC 6539
NGC 6539 é um aglomerado globular na direção da constelação de Serpens. O objeto foi descoberto pelo astrônomo Theodor Brorsen em 1856, usando um telescópio refrator com abertura de 9,5 polegadas. Devido a sua moderada magnitude aparente (+8,9), é visível apenas com telescópios amadores ou com equipamentos superiores. 